# Raindrop – Die Reise des Wassers
Raindrop – Die Reise des Wassers ist der zweite Dokumentarfilm des Schweizer Regisseurs, Filmproduzenten und Kameramannes Marco Dominik Graf. Der Film erschien 2025 und verfolgt den Weg des Wassers von den Alpen bis zum Ozean und dokumentiert die Lebensgewohnheiten verschiedenster Tiere am und im Wasser.

## Handlung und Thema
Wasser in Form von Eis, Schmelzwasser, kleinen Bächen, grösseren Flüssen und schliesslich dem Meer bildet die Grundlage dieses Dokumentarfilmes, im Zentrum steht aber nicht die Geografie des Wassers, sondern die Tiere in ihren Lebensräumen. Dabei erfahren Betrachtende Beeindruckendes, nachdenklich Stimmendes, Amüsantes und bisweilen bizarr Anmutendes über die Lebensgewohnheiten der Tiere am und im Wasser, von der Geburt, dem Heranwachsen, dem Erwachsenenleben, der Fortpflanzung, der Aufzucht der nächsten Generation bis zum Tod der Tiere.

## Produktion und Stil
Marco Dominik Graf schrieb das Drehbuch, führte Regie und produzierte Raindrop, war für die Aufnahmen verantwortlich und sprach die von ihm für den Film verfassten Kommentare. Die Produktionszeit betrug vier Jahre, während denen Graf Natur- und Tieraufnahmen gelangen, die weltweit Beachtung finden. In einer unaufgeregten, poetischen Sprache macht Graf auf die Bedeutung des Wassers für alle Lebewesen aufmerksam, aber auch auf die veränderten Lebensbedingungen der Tiere durch die Eingriffe des Menschen in ihre Lebensräume. Graf verfolgt dabei den Ansatz, den Betrachtenden nicht die Zerstörung der Natur aufzuzeigen, sondern ihre verbliebene, schützenswerte Schönheit.

## Veröffentlichung und Rezeption
Bereits kurz nach der Veröffentlichung des Filmes im Januar 2025 erhielt Raindrop Nominierungen für verschiedenste Filmfestivals und wurde mehrfach ausgezeichnet.

## Auszeichnungen
- Best Documentary Long (American Golden Picture International Film Festival 2025)[3]
- Best Documentary Film (Bangkok Movie Awards 2025)[4]
- Best Feature Documentary (Berlin Film Awards 2025)[5]
- Best Documentary (Children's, Science, Nature & Wildlife Film Festival 2025 – India)[6]
- Best Environment and Climate, Feature (Mannheim Arts and Film Festival 2025)[7]
- Best Nature Film (NYIFA – New York International Film Awards 2025)[8]
- Best Natural Scenography (NYIFA – New York International Film Awards 2025)[9]
- Best Cinemaphotography (Sittannavasal International Film Festival 2025)[10]
- Best Documentary Feature Film (Sittannavasal International Film Festival 2025)[11]
- Honorable Mention (Italia Green Film Festival 2025 – Rom)
- Special Jury Award (Swiss International Film Festival 2025)